# Футбольный матч «Манчестер Юнайтед» — «Арсенал» (2003)
Матч 6-го тура английской Премьер-лиги сезона 2003/2004 годов между «Манчестер Юнайтед» и «Арсеналом» прошёл на стадионе «Олд Траффорд» в воскресенье, 21 сентября 2003 года. В Англии этот матч известен под названием «Битва на „Олд Траффорд“». Результат матча стал одним из ключевых для «Арсенала», команда из Лондона смогла провести весь сезон без единого поражения, что до сих пор удавалось сделать лишь «Престону» в первом розыгрыше чемпионата Англии.
Сам матч отметился повышенным накалом страстей. Капитан «Арсенала» Патрик Виейра был удалён за вторую жёлтую карточку, которую показал ему Беннет за фол на Руде ван Нистелрое. На последних минутах поединка был назначен пенальти в ворота «Арсенала», но Нистелрой не смог его реализовать. Оба решения судьи вызвали протесты со стороны игроков «Арсенала», что привело к серьёзным стычкам на поле. По итогам встречи ФА обязала выплатить штрафы пятерых игроков «Арсенала», двух игроков «Юнайтед», а также сам «Арсенал».

## Перед матчем
Противостояние «Манчестер Юнайтед» и «Арсенала» стало за предыдущие сезоны главным в английской Премьер-лиге. Именно эти две команды из года в год являлись одними из главных претендентов на звание лучшей команды страны. Зачастую эти клубы занимали первое и второе место по итогам сезона (за период с 1997/98 по 2002/03 лишь однажды был случай, когда одна из этих команд заняла позицию ниже второй). Поэтому значимость личных встреч невозможно было переоценить.
Предыдущая встреча команд в чемпионате прошла в апреле 2003 на «Хайбери» и закончилась ничьей 2:2. В этом матче зрители увидели много борьбы и стыков, подчас довольно жёстких. На последних минутах игры Кэмпбелл получил красную карточку за удар локтем Сульшера. Результат матча не устроил ни одну из команд, так как на тот момент у них было равное количество очков. Но в заключительных трёх турах «Арсенал» потерял пять очков, а «Юнайтед» одержал три победы и стал чемпионом.
В сезоне 2002/03 эти команды также встретились в пятом раунде Кубка Англии. В первые 7 минут матча, который проходил на «Олд Траффорд», сразу три игрока получили жёлтые карточки — Виейра, ван Нистелрой и Скоулз. Арбитр матча даже был вынужден переговорить с капитанами команд, чтобы утихомирить страсти. Поединок закончился победой «Арсенала» со счётом 2:0. Алекс Фергюсон после матча был настолько взбешён, что швырнул бутсу в голову Бекхэма. Бывший игрок «Юнайтед» Андрей Канчельскис в одном из интервью поведал, что, согласно его источникам, это была реакция на хамство со стороны футболиста. «Арсенал» в итоге завоевал кубок.
В качестве обладателя Кубка и чемпиона Англии соответственно, «Арсенал» и «Манчестер Юнайтед» летом 2003 года сошлись в матче за Суперкубок Англии. На первой же минуте Фил Невилл получил жёлтую карточку за фол на Виейра, а лишь через минуту предупреждение получил Эшли Коул за фол на Сульшере. Это задало тон всему поединку. На 60-й минуте на поле вышел Френсис Джефферс, который поменял Бергкампа, и уже через 12 минут он получил красную карточку. Также грубым нарушением правил отметился Кэмпбелл, но судья не увидел фола, хотя позднее Сол получил трёхматчевую дисквалификацию. Основное время матча закончилось ничьей 1:1, и судьбу противостояния решила серия пенальти, в которой победил «Манчестер Юнайтед» со счётом 4:3.
Перед матчем, который состоялся в сентябре 2003 года, «Арсенал» занимал второе место и опережал «Юнайтед» на одно очко.

## Матч

### Обзор матча
«Арсенал» был вынужден обходиться без Кэмпбелла, который отсутствовал из-за смерти отца. У «Юнайтед» из-за травмы отсутствовал Скоулз. Кроме того, Венгер оставил на скамейке запасных Пиреса и выпустил в основе Парлора, чтобы полузащите было легче противостоять сопернику в физическом плане. В целом, план Венгера сработал, «Арсенал» добился приемлемой для себя ничьи 0:0. Хотя и Фергюсон выбрал довольно осторожный вариант состава, выбрав схему с тремя опорными полузащитниками.
Игру нельзя было назвать зрелищной, команды создали мало моментов. «Манчестер Юнайтед» больше полагался на стандартные положения, «Арсеналу» не хватало привычной изобретательности в атаках. При этом матч запомнился упорной борьбой, которая порой переходила за рамки правил. Судья матча зафиксировал 13 нарушений правил со стороны «Юнайтед» и 18 со стороны «Арсенала». При этом он показал по 4 желтые карточки как одной стороне, так и другой, причем практически все предупреждения были вынесены в концовке матча, когда игроки уже перестали сдерживать эмоции. Виейра получил первую жёлтую на 77-й минуте за фол на Форчуне, а через 3 минуты Патрик получил вторую жёлтую. Ван Нистелрой в борьбе за мяч прыгнул на спину Виейра и завалил его на газон. Патрик махнул ногой в направлении голландца и, хотя не зацепил Руда, по мнению арбитра матча сделал достаточно, чтобы получить второе предупреждение. При этом ван Нистелрой также получил жёлтую карточку за свой фол.
В концовке поединка Форлан упал в борьбе с Киоуном, и арбитр назначил пенальти в ворота «Арсенала». Это решение ещё больше разозлило «канониров». Поэтому, когда Нистелрой промазал, они не могли сдержать эмоций и устроили небольшую потасовку. Через минуту прозвучал финальный свисток.

### Отчёт о матче
| Манчестер Юнайтед              | 0:0     | Арсенал |
| ------------------------------ | ------- | ------- |
| Руд ван Нистелрой 90+1' (пен.) | (отчёт) |         |

| Манчестер Юнайтед | Арсенал |

| Манчестер Юнайтед: |    |                    |  |              |
|                    |    |                    |  |              |
| GK                 | 14 | Тим Ховард         |  |              |
| RB                 | 2  | Гари Невилл        |  |              |
| CB                 | 5  | Рио Фердинанд      |  |              |
| CB                 | 27 | Микаэль Сильвестр  |  |              |
| LB                 | 22 | Джон О’Ши          |  | 76'          |
| CM                 | 3  | Фил Невилл         |  |              |
| CM                 | 16 | Рой Кин (к)        |  | 21'          |
| CM                 | 25 | Квинтон Форчун     |  | Предупреждён |
| RW                 | 7  | Криштиану Роналду  |  | Предупреждён |
| LW                 | 11 | Райан Гиггз        |  |              |
| CF                 | 10 | Руд ван Нистелрой  |  | 81'          |
| Запасные:          |    |                    |  |              |
| GK                 | 13 | Рой Кэрролл        |  |              |
| MF                 | 8  | Ники Батт          |  |              |
| MF                 | 19 | Эрик Джемба-Джемба |  |              |
| MF                 | 24 | Даррен Флетчер     |  |              |
| FW                 | 21 | Диего Форлан       |  | 76'          |
| Главный тренер:    |    |                    |  |              |
| сэр Алекс Фергюсон |    |                    |  |              |

| Арсенал:        |    |                   |  |  |              |
|                 |    |                   |  |  |              |
| GK              | 1  | Йенс Леманн       |  |  |              |
| RB              | 12 | Лоран             |  |  |              |
| CB              | 5  | Мартин Киоун      |  |  | Предупреждён |
| CB              | 28 | Коло Туре         |  |  | Предупреждён |
| LB              | 3  | Эшли Коул         |  |  |              |
| RM              | 15 | Рэй Парлор        |  |  |              |
| CM              | 4  | Патрик Виейра (к) |  |  | 77' 80'      |
| CM              | 19 | Жилберту Силва    |  |  |              |
| LM              | 8  | Фредрик Юнгберг   |  |  |              |
| CF              | 10 | Деннис Бергкамп   |  |  | 82'          |
| CF              | 14 | Тьерри Анри       |  |  |              |
| Запасные:       |    |                   |  |  |              |
| GK              | 33 | Грэм Стек         |  |  |              |
| DF              | 18 | Паскаль Сиган     |  |  |              |
| MF              | 7  | Робер Пирес       |  |  |              |
| MF              | 17 | Эду               |  |  | 82'          |
| FW              | 11 | Сильвен Вильтор   |  |  |              |
| Главный тренер: |    |                   |  |  |              |
| Арсен Венгер    |    |                   |  |  |              |

## После матча
После финального свистка игроки «Арсенала» окружили ван Нистелроя, Киоун начал прыгать возле Руда, Лоран толкнул его в спину, Парлор и Коул выкрикивали оскорбления. Ван Нистелрой под защитой Кина покинул место событий. Игроки «Юнайтед» встали на защиту своего партнёра, несколько игроков «Арсенала» также стали успокаивать своих одноклубников. В итоге общими усилиями удалось избежать серьёзного столкновения.
Футбольная ассоциация Англии серьёзно отнеслась к этому инциденту. «Арсенал» был оштрафован на 175 тыс. фунтов, что стало рекордом. Кроме того, были оштрафованы Лоран, Киоун, Коул, Виейра, Парлор со стороны «Арсенала» и Гиггз с Роналду со стороны «Манчестер Юнайтед». Фил Невилл получил предупреждение от Футбольной ассоциации, однако оштрафован не был. Помимо штрафов, ряд игроков получили дисквалификации. Лоран был дисквалифицирован на четыре игры, Киоун на три, Виейра и Парлор на одну. «Арсенал» официально принёс извинения за поведение своих игроков.
В итоге этот матч стал одним из ключевых для «Арсенала», который стал чемпионом, не потерпев ни единого поражения в чемпионате, и заслужил прозвище «непобедимые» (англ. The Invincibles). Кроме того, следующий матч с «Манчестер Юнайтед» обошёлся без инцидентов, а «канониры» по итогам сезона получили награду Fair Play.
Однако следующая игра на «Олд Траффорд» также оказалась скандальной. В ней прервалась рекордная серия «Арсенала» без поражений, а сам матч стали называть «Битва в буфете». Судейство этого матча вызвало много нареканий со стороны «Арсенала». Высказывались претензии как по поводу игнорирования грубости со стороны игроков «Юнайтед», так и по поводу пенальти, который был назначен после падения Уэйна Руни в штрафной площади «Арсенала». Арсен Венгер высказывал мнение, что Руни при этом симулировал, это мнение нашло поддержку и некоторых журналистов. При этом обозреватели отмечали, что Майк Райли также не назначил пенальти за фол Эшли Коула на Криштиану Роналду в штрафной площади «Арсенала» на 78-й минуте, поэтому судейство в том матче нельзя назвать односторонним.